# Landdegradatie
Onder het begrip landdegradatie vallen alle veranderingen in het landschap die het vermogen van bodem en grond om gezond voedsel, gewassen, zoet water, brandhout (natuurlijke hulpbronnen) te produceren verminderen. Hieronder vallen zowel natuurlijke als menselijke factoren.
Tekort aan voedsel en water en hongersnood kan het gevolg zijn van landdegradatie.

## Natuurlijke landdegradatie
- Erosie
- Overstromingen
- Aardverschuivingen
- Uitdroging/verwoestijning
- Uitspoeling
- Verzilting

## Menselijke landdegradatie
- Ontbossing
- Uitputting
- Overbemesting
- Overbeweiding
- Onjuiste landbouwmethoden
- Verdroging
- Overbevolking